# Grosso (Piemont)
Grosso (piemontesisch Gròss) ist eine Gemeinde in der italienischen Metropolitanstadt Turin (TO), Region Piemont.

## Lage und Einwohner
Grosso liegt 25 km nördlich von Turin unweit des Flusses Stura di Lanzo. Das Gemeindegebiet umfasst eine Fläche von 4 km² und hat 990 Einwohner (Stand 31. Dezember 2023).
Die Nachbargemeinden sind Corio, Mathi, Nole und Villanova Canavese. 

## Geschichte

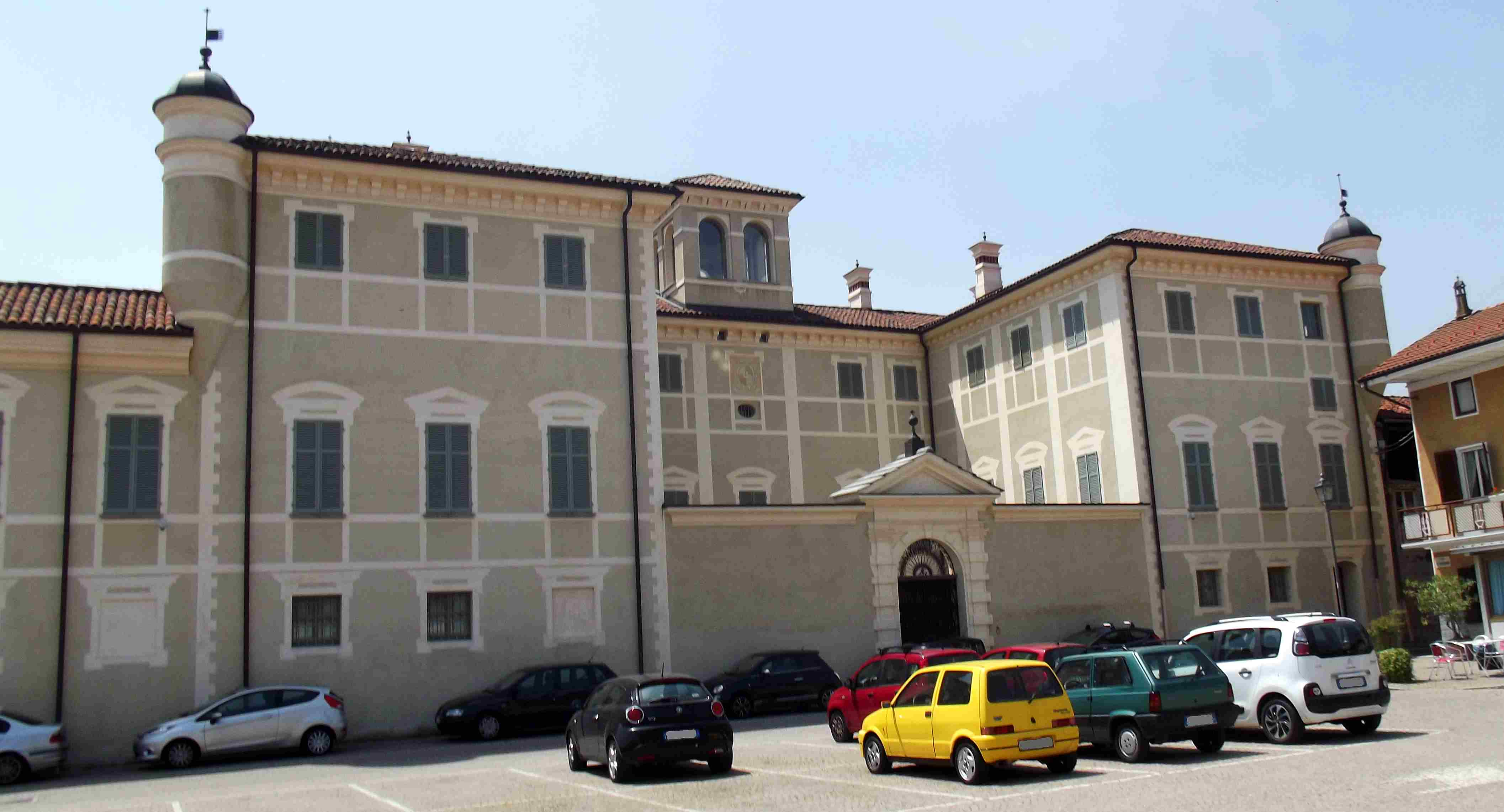
Castello

Die Gründung von Grosso geht auf das Spätmittelalter zurück. Das erste historische Dokument stammt aus dem Jahr 1209. Auf den sumpfigen Gebieten am linken Ufer der Stura di Lanzo wurden vier Schutzhütten errichtet. Nole, Villanova, Liràmo und Grosso. Der Ricetto ist eine mittelalterliche Verteidigungsanlage, die typisch für den östlichen Teil des Piemont waren.
Die bis Mitte des 19. Jahrhunderts rein landwirtschaftlich geprägte Wirtschaft der Stadt erlebte in diesen Jahren eine entscheidende Wende. Es heißt, dass es der damalige Pfarrer Don Pietro Mellica war, der den Einwohnern von Grosseto die Kunst der Herstellung von Stühlen und Tischen beibrachte.
Bis heute basiert die Wirtschaft von Grosso auf der Herstellung handwerklicher Möbel, das Ergebnis der Arbeit zahlreicher Geschäfte, die fast alle familiengeführt sind. Diese Aktivität erreichte ihren Höhepunkt in den fünfziger und sechziger Jahren des 20. Jahrhunderts und führte dazu, dass die Kleinstadt landesweite Berühmtheit erlangte.
Aus dieser handwerklichen Wurzel entstand 1966 Gufram, ein heute in Barolo ansässiges Unternehmen, das seit den sechziger Jahren eine bedeutende Rolle in der Entwicklung des Möbeldesigns spielt und dessen beste Beispiele in zahlreichen Museen für zeitgenössische Kunst auf der ganzen Welt ausgestellt sind.